# Застава Таџикистана
Застава Таџикистана је усвојена у новембру 1992. као задња у низу нових застава република Совјетског Савеза. Веза са заставом бившег СССРа је избор боја, црвена, бела и зелена. 
На средини најшире беле пруге налази се круна окружена са седам звезда. При одабиру ове заставе нису давана објашњења о њеној симболици. Сматра се да ако икаква симболика постоји, црвена представља јединсктво нације, бела памук и јединство народа, а зелена природу.